# Automotrices Standard

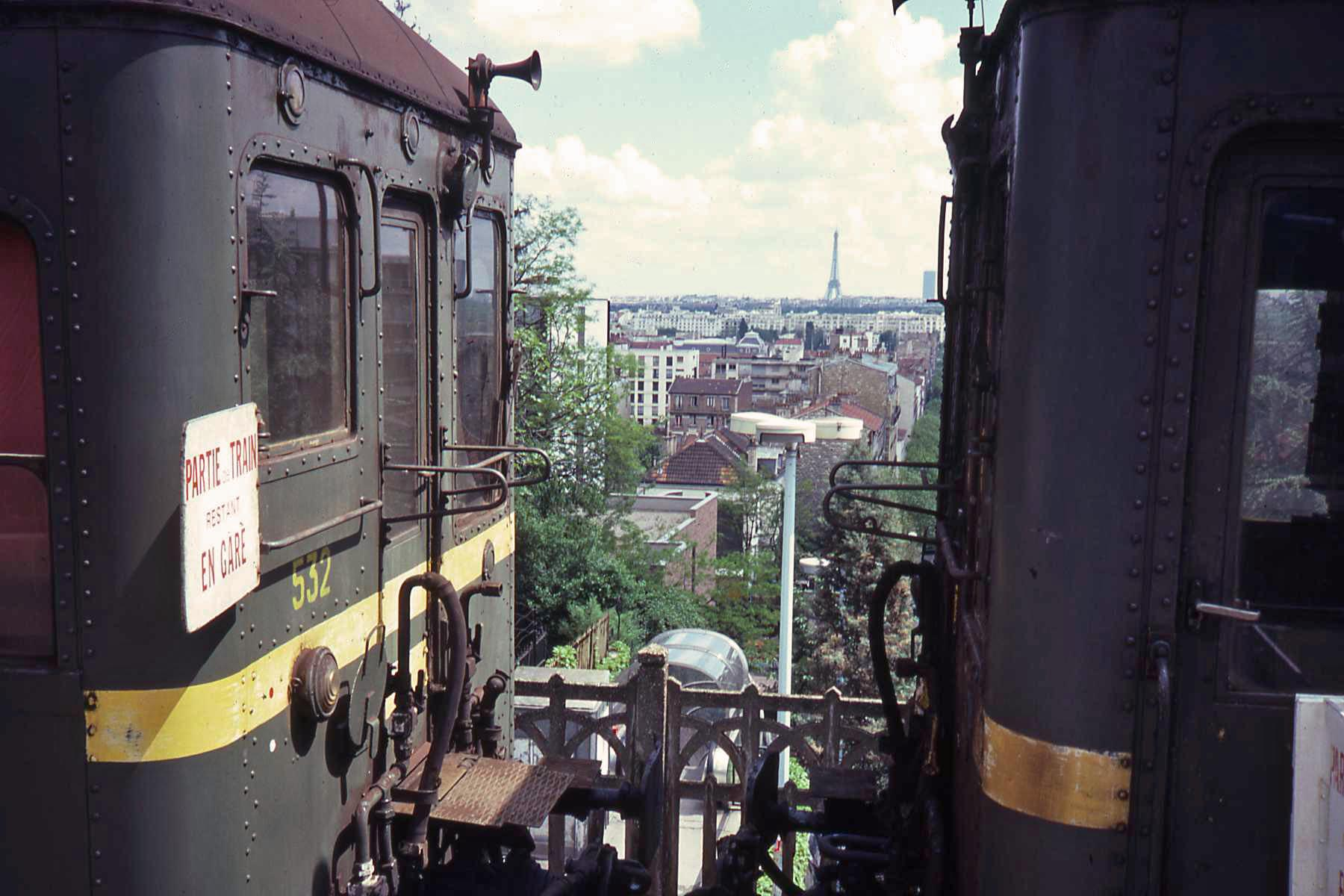
„Standard“-Fahrzeuge der 5. Serie in Puteaux

Als Automotrices Standard werden fünf Baureihen französischer Elektrotriebwagen bezeichnet. Sie wurden von der Staatsbahn Chemins de fer de l’État (ETAT) zwischen 1913 und den 1930er Jahren in Dienst gestellt.

## Erste Serie

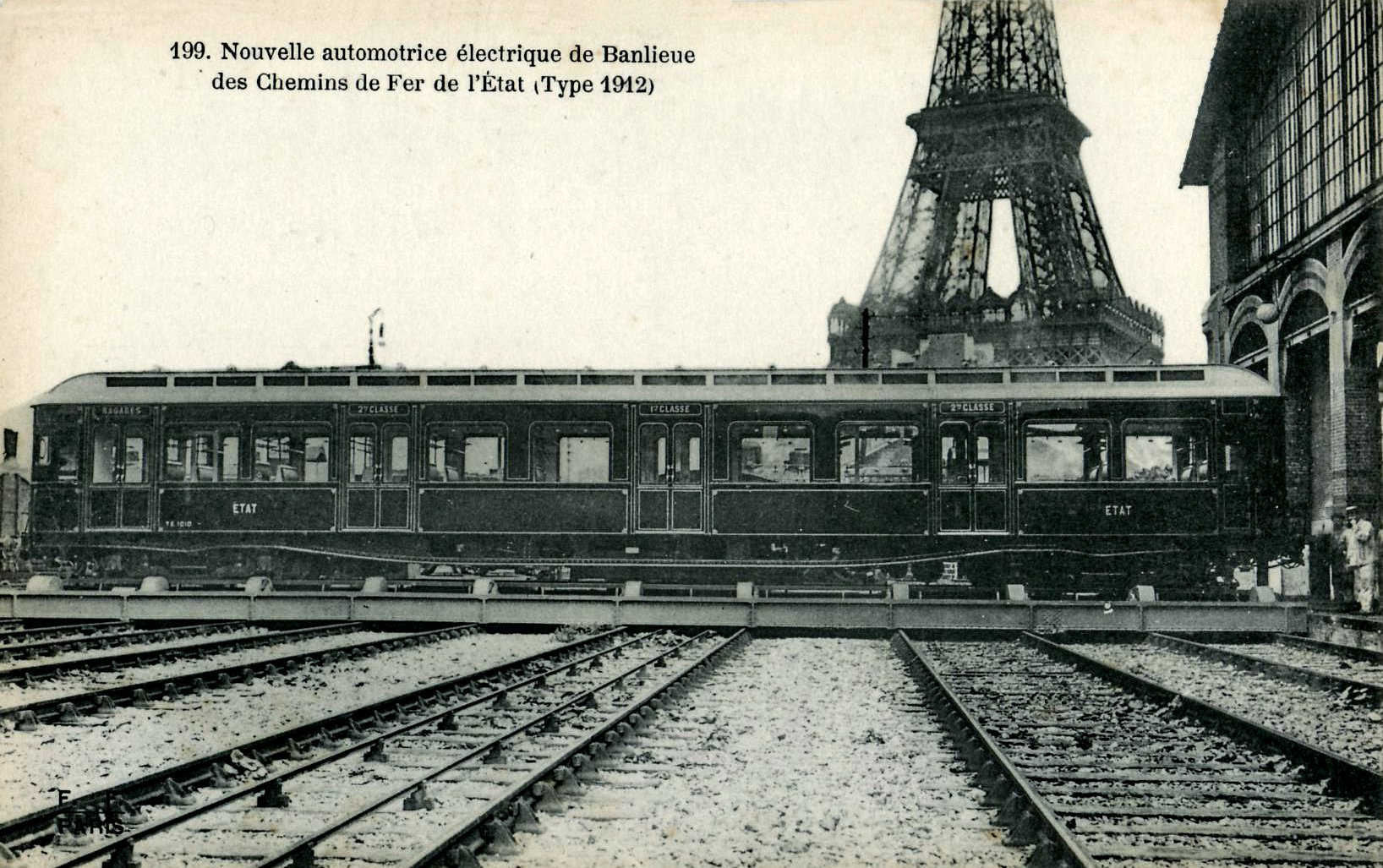
Triebwagen der 1. Serie im Betriebswerk Champ-de-Mars in Paris

1909 war die Eisenbahngesellschaft Compagnie des chemins de fer de l’Ouest mit den Pariser Bahnhöfen Saint-Lazare und Montparnasse von der ETAT übernommen worden. Diese begann früh damit, die Vorortlinien mit Gleichstrom zu elektrifizieren.
1913 brachte die ETAT die Gleichstrom-Triebwagen 1001 bis 1018 auf die Gleise, später erhielten sie die Betriebsnummern Z 23011 bis 23028. Diese Fahrzeuge mit der Achsfolge Bo'2' waren 22,84 m lang, ihr Dienstgewicht betrug 59 t. Sie bezogen eine Gleichspannung von 650 V über Schleifschuhe aus seitlich neben den Gleisen angebrachten Stromschienen. Die beiden Elektromotoren des Triebdrehgestells leisteten jeweils 235 PS, die Höchstgeschwindigkeit betrug 70 km/h. In der 1. Wagenklasse waren 16, in der 2. Klasse 48 Sitzplätze vorhanden.
Die Triebwagen verkehrten fast ausschließlich auf der „Ligne des Invalides“ zwischen den Bahnhöfen Invalides und Versailles-Rive-Gauche. 1927 wurden sie abgestellt und ab 1937 für Oberleitungsbetrieb und 1500 V Gleichspannung umgebaut; fortan liefen sie als Baureihe Z 3600 in Form von Einheiten aus Trieb- und Steuerwagen im Vorortverkehr des Bahnhofs Montparnasse und auf der Grande Ceinture.

## Zweite Serie (Z 1200)

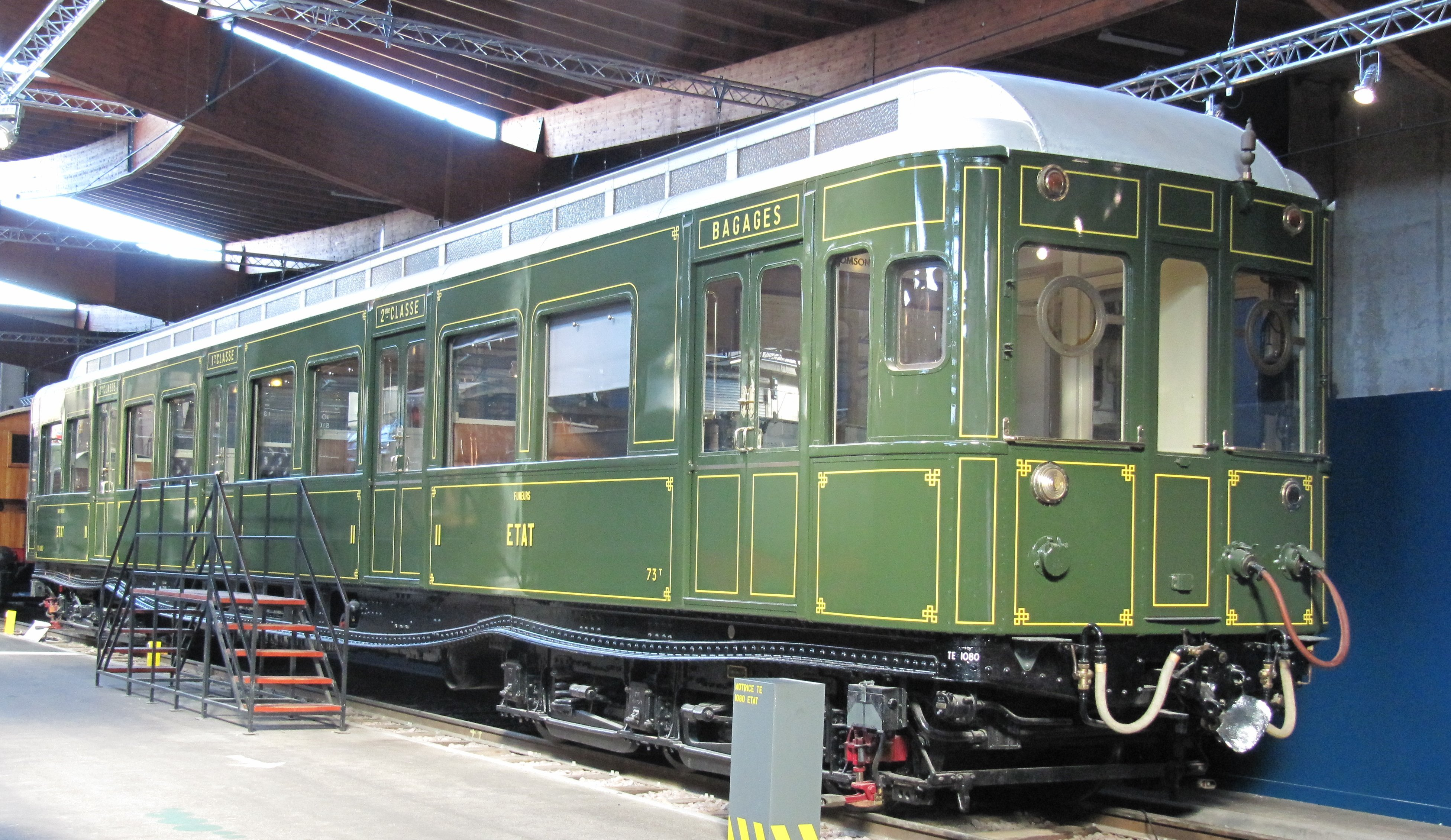
Triebwagen der 2. Serie im Eisenbahnmuseum Mülhausen

Bereits 1912 war eine zweite Serie von 100 Triebwagenbestellt worden. In den Jahren 1914/15 wurden 8 dieser Fahrzeuge ausgeliefert; infolge des Ersten Weltkriegs konnten nur 18 weitere, und diese erst in den Jahren 1920/21, ausgeliefert werden. Die sechsachsigen Triebwagen mit der Achsfolge (A1A')(A1A') waren 22,84 m lang und 72,6 t schwer. Die vier Fahrmotoren leisteten je 165 PS, was einer Dauerleistung von insgesamt 485 kW entsprach und eine Höchstgeschwindigkeit von 70 bzw. 80 km/h ermöglichte.
Gebaut wurden die 26 als TE 1019–1044 bezeichneten Triebwagen bei den Firmen Ateliers de construction du Nord de la France (ANF), De Dietrich und Compagnie française de matériel de chemin de fer (CFMCF), die Fahrmotoren stammten von fünf verschiedenen Firmen. Sie wiesen 62 Sitzplätze auf und konnten maximal 116 Fahrgäste befördern. Die am 1. Januar 1938 gegründete SNCF reihte sie unter den Nummern Z 23029 bis 23054 in ihren Fahrzeugpark ein. 1950 wurden erhielten sie geänderte Betriebsnummern als Baureihe Z 1200, so wurde z. B. aus dem Z 23040 der Z 1208.
Die letzten 10 Fahrzeuge dieser Serie verkehrten auf der als „Ligne des Moulineaux“ bezeichneten Bahnstrecke Puteaux–Issy-Plaine. Am 18. August 1966 wurden sie abgestellt. Der TE 1080 (späterer Z 1208) ist im Eisenbahnmuseum Mülhausen (Cité du Train) im Zustand der ETAT restauriert als Ausstellungsstück erhalten.

## Dritte Serie (Z 1300)

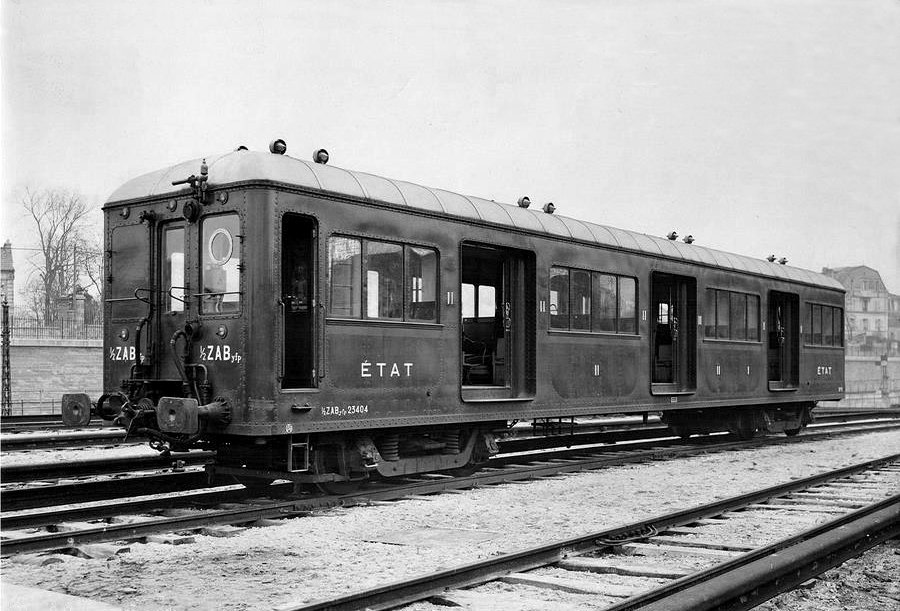
Steuerwagen ZAB 23404 der 3. Serie

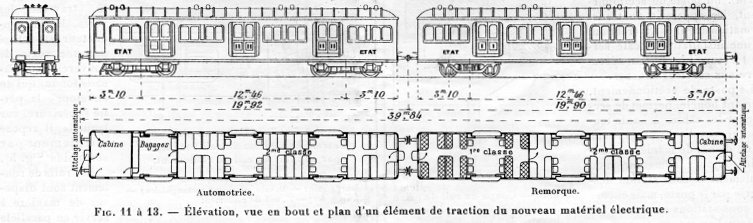
Trieb- und Steuerwagen der 3. Serie

Die dritte Serie unterschied sich deutlich von den beiden ersten. Statt eines einzelnen Triebwagens wurden nun festgekuppelte Einheiten aus je einem Trieb- und einem Steuerwagen beschafft, die als selbsttragende Kästen konstruiert waren. Beide ruhten auf je zwei zweiachsigen Drehgestellen, die Achsfolgen waren Bo’Bo’ und 2’2’. Sie waren jeweils nur 19,92 m lang, aber 2,95 m breit, was bei in Kurven gelegenen Stationen die Lücke zwischen Fahrzeug und Bahnsteig reduzierte; ihre Höhe betrug 4,20 m. Die Triebwagen waren 58 t, die Steuerwagen 37,5 t schwer. Die elektrische Anlage der Triebwagen entsprach jener der zweiten Serie, die vier Fahrmotoren mit je 165 PS erlaubten bei der Indienststellung eine Höchstgeschwindigkeit von 70 km/h. Der Abstand der Drehzapfen betrug bei beiden Fahrzeugen 12,46 m, der Abstand der Achsen in den Drehgestellen war beim Triebwagen aber mit 3000 mm und 500 mm größer als beim Steuerwagen. Trieb und Steuerwagen waren durch Schraubenkupplungen miteinander verbunden, an den äußeren Enden verfügten sie über automatische Kupplungen des Typs Boirault.
Bei der ETAT hatten die 50 bei De Dietrich gebauten Triebwagen – Thomson-Houston lieferte die elektrische Ausrüstung – die Nummern ZB 23061 bis 23110, die 50 Steuerwagen die Nummern ZRAB 23401 bis 23450. Die SNCF bezeichnete die Triebwagen als Z 1301 bis 1340, die Steuerwagen als ZRAB 11301 bis 11345. Die Triebwagen führten nur die 2. Wagenklasse, die Steuerwagen die 1. und die 2. Klasse. Pro Wagenseite hatten die Fahrzeuge drei zweiflügelige Schiebetüren. Bei einer Kapazität von 128 Fahrgästen wies der Triebwagen 58 Sitzplätze und ein Gepäckabteil auf; der Steuerwagen bot in der 1. Klasse 28 und in der 2. Klasse 44 Sitzplätze.
Acht Triebwagen und eine vermutlich ähnlich Zahl von Steuerwagen der dritten Serie wurden später umgebaut und als veränderte 3. Serie („3e série modifiée“) in die vierte Serie eingereiht.

## Vierte Serie (Z 1400)

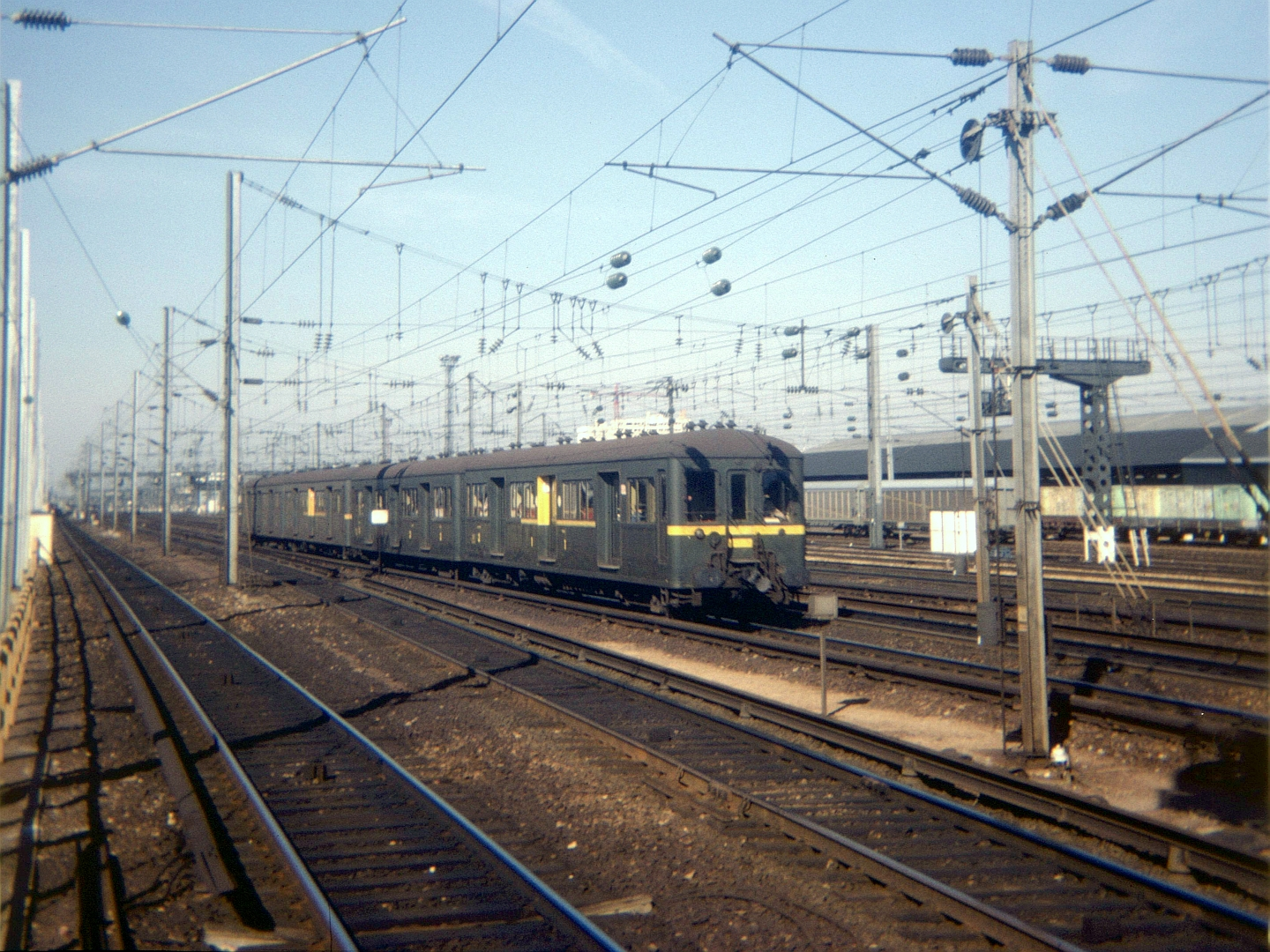
Zug der 4. Serie im Bahnhof Pont-Cardinet (1976)

Die Triebwagen ZABD 1401 bis 1408 entstammten der dritten Serie. Beim Umbau erhielten sie der vierten Serie entsprechend in der Fahrzeugmitte zusätzlich ein Abteil der 1. Wagenklasse, während die zugehörigen Steuerwagen rein zweitklassig wurden.
Mit den ZAB 23111 bis 23205 kamen von De Dietrich zwischen 1925 und 1927 weitere Triebwagen hinzu, für die – in geringerer Zahl – ebenfalls Steuerwagen angeschafft wurden. Die Rheostaten wurden, statt unter dem Dach, unter dem Wagenkasten angebracht, was die Zahl der Dachlüfter reduzierte. 1950 vergab die SNCF für die Triebwagen die neuen Betriebsnummern ZABD 1411 bis 1498; die Steuerwagen wurden von ZB 23481 bis 23545 in ZRB 11431 bis 11490 umbenannt.
Mit der Anhebung der Fahrspannung von 650 V auf 750 V erhöhte sich die Leistung der vier Fahrmotoren von insgesamt 660 PS auf 760 PS, die Höchstgeschwindigkeit konnte von 70 km/h auf 80 km/h heraufgesetzt werden.

## Fünfte Serie (Z 1500)

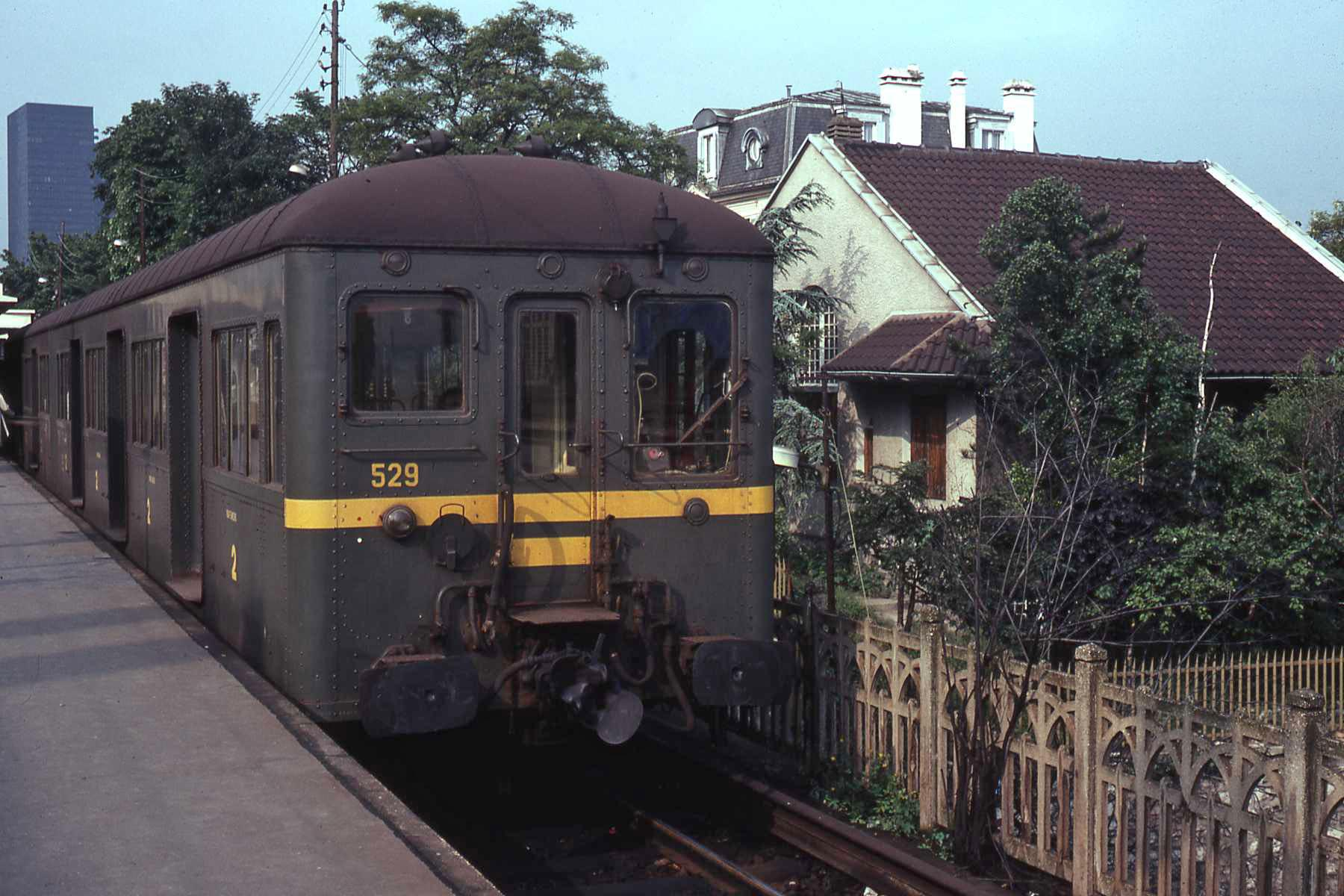
Triebwagen der 5. Serie auf der „Ligne des Moulineaux“ (1980)

Die fünfte und letzte Serie wurde 1929 bestellt. Wiederum wurden Triebwagen der vorangegangenen Serie durch die SNCF entsprechend umgebaut („4e série modifiée“) und zu ZAB 1501 bis 1507.
Die eigentliche fünfte Serie bestand aus den Triebwagen Z 23211 bis 23270 (ZABD 1511 bis 1570 bei der SNCF). Gebaut wurden sie bei Alsthom und der Société nouvelle des établissements de l’Horme et de la Buire. Die Beiwagen hatten bei der ETAT die Nummern Z 23551 bis 23600, bei der SNCF wurden sie zu ZRB 11521 bis 11570. Optisch kann die fünfte Serie von den vorangegangenen durch ein kleineres Fenster in der Stirnfront, unter dem die letzten drei Ziffern der Fahrzeugnummer angeschrieben sind, unterschieden werden.
Da das Verhältnis von Trieb- und Steuerwagen unausgeglichen war, wurden nachträglich 12 Steuerwagen (ETAT: Z 23641 bis 23652 → SNCF: ZR 11601 bis 11612) geordert, die manchmal als „sechste Serie“ bezeichnet werden.

## Einsatz und Verbleib
Zwischen Fahrzeugen der dritten bis fünften Serie kam es zu Austausch und Vermischungen; so wurden Triebwagen der vierten mit Steuerwagen der fünften Serie gekuppelt und umgekehrt.
Die Fahrzeuge dieser drei Serien waren weitgehend bis Ende der 1970er Jahre im Einsatz. Mit der Elektrifizierung der meisten der vom Bahnhof Saint-Lazare ausgehenden Strecken mit Oberleitung und Wechselspannung wurden sie durch Triebzüge der Baureihe Z 6400 ersetzt. Auf der Ligne d’Auteuil sowie zwischen Issy und Puteaux konnten sie sich bis 1985 halten.
Mit den Triebwagen Z 1567, der dem Eisenbahnmuseum Mülhausen übergeben wurde, und Z 1572 blieben zwei Fahrzeuge der fünften Serie erhalten.

## Sonstiges
- Der Triebwagen Z 1320 wurde 1950 dem Betriebswerk Chambéry zugeteilt und dort umgebaut. Er diente als Versuchsfahrzeug für den Betrieb mit einer Wechselspannung von 20.000 V unter einer Oberleitung. Als Z 9055 kam er im Raum Annecy im Personennahverkehr zum Einsatz, wurde später als Z 6004 zur Erprobung elektronischer Bauteile verwendet und 1973 abgestellt.